# Ллойд Бітцер
Ллойд Бітцер (англ. Lloyd F. Bitzer; 2 січня 1931, Вапаконета (Огайо) — 13 жовтня 2016, Верона (Вісконсин)) — американський ритор і теоретик риторики, відомий своєю ситуативною теорією риторики та поняттям «риторична ситуація».

## Біографія

#### Ранні роки
Народився 2 січня 1931 року в сім'ї Клеренса Р. Бітцера та Олів Бітцер (у дівицтві — Філдс) у містечку Вапаконета, штат Огайо. Сім'я часто переїжджала й у різний час мешкала в різних містах штатів Іллінойс та Індіана. Закінчив школу в Кармі 1949 року.

#### Вища освіта й військова служба
Протягом 1950—1952 рр. Ллойд Бітцер навчався в Університеті Південного Іллінойсу в Карбодейлі, але перервав навчання через службу в морському флоті. Після служби продовжив освіту в Університеті Північної Кароліни та Університеті Айови.

#### Наукова кар'єра
У 1962 році, захистив докторат в університеті Айови. На початку 1960-х він здобув звання доцента кафедри мовлення в університеті Вісконсину в Медісоні, а згодом був професором у цій інституції аж до виходу на пенсію в 1994 році. За цей час, 1968 року, він оприлюднив свою відому теорію ситуативної риторики.
Першою його науковою працею став есей, присвячений поняттю «ентимема» в «Риториці» Аристотеля. Окрім того, він написав критичний вступ до книги Philosophy of Rhetoric Джорджа Кемпбела, був співредактором (разом з Едвіном Блеком) The Prospect of Rhetoric та автором об'ємної книги про президентські дебати 1976 року між Джеральдом Фордом та Джиммі Картером.
У 1976 році він очолював Національну Асоціацію з питань комунікацій. 1978 року отримав відзнаку від цієї асоціації за есей Rhetoric and Public Knowledge.

#### Особисте життя
Зі своєю майбутньою дружиною Джо Енн Еблен познайомився під час навчання в Університеті Південного Іллінойсу в Карбодейлі. Вона розділяла більшість його зацікавлень, в університеті часто вигравала турніри з дебатів або ораторського мистецтва.
У 1953 році вони одружилися, й відтоді разом прожили 63 роки (до своєї смерті у 2016). У подружжя народилась одна донька (Джо Клер) та троє синів — Еван, Джефрі та Ерік.

## Ситуативна риторика

### Поява теорії
Спершу Ллойд Бітцер розвинув свою теорію ситуативної риторики під час публічної лекції в Корнелльському університеті в листопаді 1966 року та в Вашингтонському університеті у квітні 1967 року. А вже згодом, у січні 1968 року він опублікував свою статтю The Rhetorical Situation у науковому часописі Philosophy & Rhetoric.

### Зміст теорії
У статті The Rhetorical Situation Бітцер зазначає, що основною метою ритора виступає зміна реальності, вирішення певної проблеми або недоліку шляхом створення риторичного дискурсу. Звідси випливає, що дії ритора, його стиль, стратегія, аргументація тощо залежать від сукупності цих зовнішніх обставин, які складають риторичну ситуацію. Коротше кажучи, згідно з цією теорією, ситуація, в якій виголошується промова, визначає те, яким буде риторичний дискурс, а не навпаки.
«Риторичною ситуацією» є комплекс обставин, в які входять особи, предмети, явища, події, відносини тощо, які потенційно можуть бути змінені за допомогою риторичного дискурсу (через вплив промовця на авдиторію). Тобто такі обставини, як природні явища або смерть близької людини, Бітцер не відносить до категорії риторичних ситуацій.
Складовими риторичної ситуації є:
- Необхідність — певна недосконалість, дефект, перешкода; щось, що потрібно здійснити, виправити або змінити, якщо воно відрізняється від того, яким повинно бути. Це ситуація, яка спонукає ритора до дії й яку той намагається вирішити, творячи дискурс. Згідно з Бітцером, в будь-якій риторичній ситуації можна віднайти хоча б одну таку необхідність, котра виконувала б організаційну роль, об'єднуючи між собою ритора й авдиторію[11].
- Авдиторія — у Бітцеровій теорії авдиторією є лише ті реципієнти ідей та інформації (слухачі, читачі, глядачі тощо), які здатні вплинути на ситуацію й допомогти вирішити проблему, про яку говорить автор. Наприклад, промову з парламентської трибуни зазвичай чує велика кількість людей, але реальною риторичною авдиторією зазвичай є депутати, яким представляється на голосування певний законопроєкт[12].
- Обмеження— це переконання, документи, факти, традиції, інтереси, мотиви і т. д., які перешкоджають тому, що авдиторія належним чином реагує на потребу. Бітцер ділить обмеження на дві групи: а) обмеження, що походять від самого ритора або від його методів; б) обмеження, що випливають із самої ситуації[13].

Окрім того, Ллойд Бітцер також описав основні характеристики риторичної ситуації:
1. Риторичний дискурс спричиняється певною ситуацією або проблемою, яку потрібно вирішити. Промови, які володіють певними «риторичними» елементами (стилістичними прийомами, емоційними або моральними закликами), але які не продиктовані жодною ситуацією, не відносяться до риторичних.
2. Риторична ситуація вимагає відповідної реакції, тобто відповіді, яка пасує до ситуації. Цією відповіддю/реакцією є промова ритора, котра відповідає цій ситуації. Якщо ситуація не вимагає втручання ритора, вона не є риторичною.
3. Ситуація має не просто вимагати, а й передбачати адекватну відповідь. Наприклад, інавгураційна промова новообрного президента передбачає відповідний стиль і тематику.
4. Необхідність знаходиться в об'єктивній реальності, є дійсним історичним фактом. Тобто ситуації, які є частиною художнього твору, кінофільму або відеогри самі по собі не є риторичними, але вони можуть стати такими, якщо виходитимуть за межі художньої вигадки й через них автор намагатиметься вплинути на читачів/глядачів/слухачів у реальному світі.
5. Риторичні ситуації демонструють прості або складні структури (у залежності від кількості елементів) або строго чи довільно структуровані (залежно від розміщення елементів у внутрішній ієрархії).
6. Риторичні ситуації виникають, після чого або дозрівають та занепадають, або дозрівають і зберігаються — імовірно, деякі зберігаються нескінченно довго й їхні дискурси можуть потім впливати на інші ситуації та на іншу авдиторію (приклади: «Апологія» Сократа, ґеттісбурзька промова тощо, які перечитують кожного разу нові читачі, які не були оригінальною авдиторією.

Наприкінці статті Бітцер підсумовує, що риторика є відповіддю на недосконалість довколишньої реальності й що основною її метою є намагання виправити цю недосконалість:
У найкращому з можливих світів була б можливою комунікація, але не риторика — бо тоді не виникала б така необхідність. Проте, у нашому реальному світі, такі необхідності виникають; світ дійсно потребує змін — тих змін, які мали би розпочати й спричинити люди, котрі звернулися б до авдиторії — посередників цих змін. 

### Вплив
Бітцерова теорія ситуативної риторики стала надзвичайно впливовим концептом в галузі риторики й досі вивчається в коледжах. Мерилін Янґ охарактеризувала Ллойда Бітцера як «одного із найбільш шанованих риторів другої половини двадцятого століття».

## Додаткові джерела
1. The Rhetorical Situation. Poster. https://lsa.umich.edu/content/dam/sweetland-assets/sweetland-documents/teachingresources/TeachingArgumentation/Supplement1_%20RhetoricalSituationPoster.pdf
2. James Herrick. The History and Theory of Rhetoric (4th Edition), 232—234 pp.
3. VanOsdel, Jessica Lee, «The rhetorical situation: its historical situation and its current limitations» (2005). Retrospective Theses and Dissertations. 16170. https://lib.dr.iastate.edu/rtd/16170/ [Архівовано 11 липня 2020 у Wayback Machine.]